# Juan José Ruano de la Sota

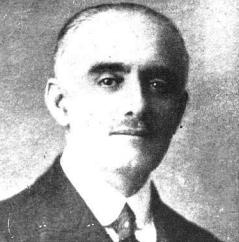
Juan José Ruano en 1922.

Juan José Ruano de la Sota (Santander, 14 de enero de 1871-Madrid, 10 de febrero de 1930) fue un abogado y político español, diputado en las Cortes de la Restauración y ministro de Hacienda durante el reinado de Alfonso XIII.

## Carrera política
Nació en Santander el 14 de enero de 1871. Estudió en el colegio Sagrado Corazón de Carrión de los Condes de 2ª enseñanza de la Compañía de Jesús. Miembro del Partido Conservador, inició su carrera política en las elecciones de 1914 en las que resultó elegido diputado al Congreso por Santander, escaño que volvería a obtener en los sucesivos comicios celebrados hasta 1923.
Desempeñó los cargos de director general de Obras Públicas (1917) y de director general de Comunicaciones (1919).
Ejerció de ministro de Hacienda durante solo tres días, entre el 4 y el 7 de diciembre de 1922 cuando sustituyó a Francisco Bergamín García que dejó dicha cartera ministerial para ocupar la de Estado en los últimos momentos del gobierno presidido por Sánchez Guerra.
Como político, defendió la «castellanidad» de la provincia de Santander.
Falleció en Madrid el 10 de febrero de 1930; su pronta muerte, sin haber llegado a establecer las pautas a seguir de la militancia conservadora en La Montaña, dejó a esta desconcertada ante la crisis de la dictadura.